# الإمبراطور تيمو
الإمبراطور تيمو (باليابانية: 天武天皇 تيمو تينو) ( 631 - 1 أكتوبر 686) كان الإمبراطور الأربعون في اليابان. وفقا للتواريخ التقليدية فإن فترة حكمه امتدت بين عامي 673 وحتى وفاته في عام 686.